# Sol Hachuel

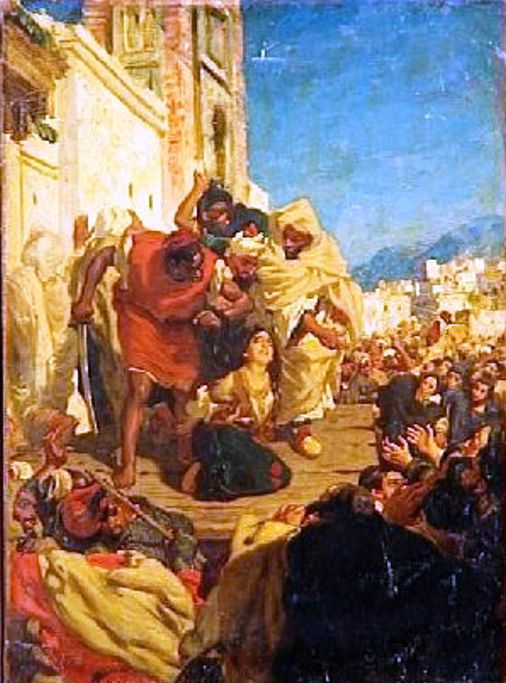
Executie van een Joodse vrouw, geschilderd door Alfred Dehodencq

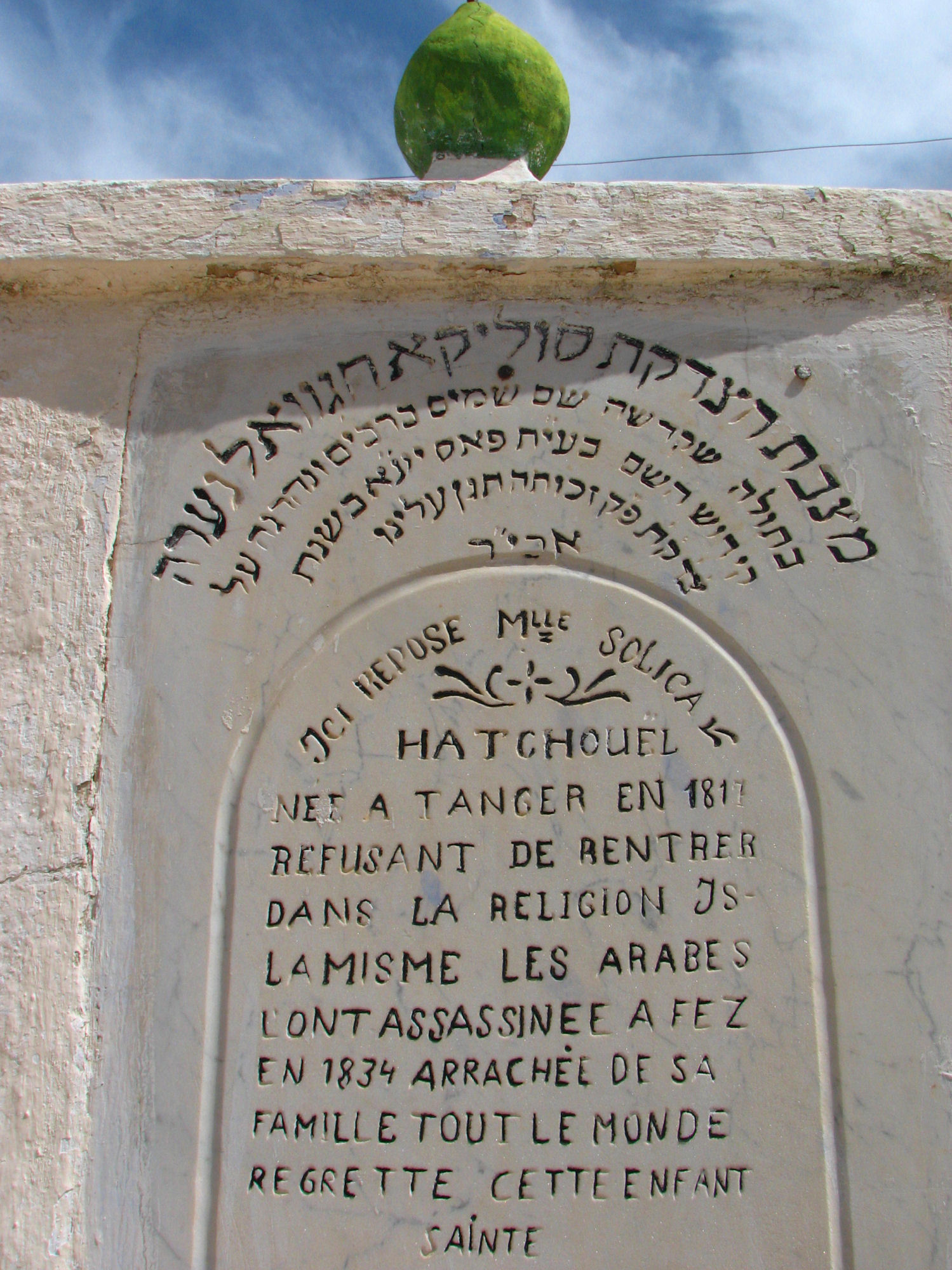
Inscriptie op de grafsteen van Sol Hachuel in Marokko

Sol Hachuel (Tanger, 1817 - Fes, 1834) was een Joods meisje in Marokko dat publiekelijk onthoofd is op 17-jarige leeftijd. De reden van haar executie was afvalligheid van de islam. Sol Hachuel zelf verklaarde nooit moslim te zijn geweest. Hachuels dood heeft veel schrijvers en schilders geïnspireerd. Eugenio Maria Romero schreef in 1837 het boek El Martirio de la Jóven Hachuel, ó, La Heroina Hebrea (Het martelaarschap van de jonge Hachuel of De Hebreeuwse heldin).

## Leven
Hachuel werd in 1817 geboren als dochter van Chaim en Simcha Hachuel. Haar vader was koopman. Toen ze 17 jaar oud was, ging het gerucht de ronde dat Hachuel zich bekeerd zou hebben tot de islam. Deze daad wekte zo veel verwondering dat ze aan het hof van een lokale heerser, een Pasja, gebracht werd. Deze beloofde haar bescherming voor haar ouders, zijde en goud en een huwelijk met een knappe jonge man. Het meisje antwoordde dat ze helemaal niet bekeerd was tot de islam. Dit antwoord wekte zo veel woede op dat ze werd opgesloten in een raamloze cel. Haar ouders wendden zich wanhopig tot de Spaanse vice-consul Don Jose Rico. Zijn pogingen hadden echter geen resultaat. De pasja stuurde Hachael naar Fez en liet de sultan beslissen over haar lot. De reis moest betaald worden door haar vader, onder bedreiging van stokslagen, wanneer hij niet zou voldoen. Uiteindelijk werd dit bedrag betaald door Don Jose Rico. De sultan, verbaasd door de schoonheid van het meisje, probeerde haar te bekeren, echter zonder resultaat. De sultan liet de Qadi beslissen over haar lot. Ze werd schuldig bevonden en veroordeeld tot de doodstraf.
Op een openbaar plein in Fez werd de executie uitgevoerd. De Joodse gemeenschap van de stad moest betalen om haar lichaam terug te krijgen. Het meisje groeide uit tot martelaarster. De Joden noemden Hachuel "Sol ha-Tzaddikah" (De rechtvaardige Sol). Echter ook onder de Arabieren groeide de bewondering voor het meisje. Ze werd door sommigen Lalla Suleika (Heilige Suleika) genoemd. Haar graf werd een bedevaartoord.
Haar grafsteen heeft inscripties in zowel het Hebreeuws als het Frans. De Franse tekst luidt als volgt: ‘’Ici repose Mlle Solica Hatchouel, née à Tanger en 1817, refusant de [r]entrer dans la religion Islamisme, les Arabes l'ont assassinée à Fez en 1834, arrachée de sa famille. Tout le monde regrette cette enfant sainte.’’ (in het Nederlands: Hier rust Sol Hachuel, geboren in Tanger in 1817. Ze weigerde zich te bekeren tot de Islam. De Arabieren vermoordden haar in 1834, nadat ze was weggerukt uit haar familie. De hele wereld rouwt om dit heilige kind.)